# Nanolpium smithersi
Espèce
Nanolpium smithersi est une espèce de pseudoscorpions de la famille des Hesperolpiidae.

## Distribution
Cette espèce est endémique du Zimbabwe.

## Description
Les mâles mesurent de 2,8 à 3,0 mm et les femelles de 3,8 à 4 mm.

## Étymologie
Cette espèce est nommée en l'honneur de Courtenay Neville Smithers.

## Publication originale
- Beier, 1964 : Weiteres zur Kenntnis der Pseudoscorpioniden-Fauna des südlichen Afrika. Annals of the Natal Museum, vol. 16, p. 30-90 (texte intégral).